# Медвежий (вулкан)
Медвежий — потухший вулкан, расположенный в одноимённой кальдере в северной части острова Итуруп. Высота 1125 метров. Внутри кальдеры Медвежья также расположены слившиеся основаниями конусы действующих вулканов Меньшой Брат (563 м), Кудрявый (991 м).
Диаметр основания конуса потухшего вулкана равен 8 км. Кромка его кратера разрушена, на вершине имеется площадка диаметром около 750 м. На вершине расположены два кратера: южный (диаметр — 200 м) и западный (100 м).